# 황무지쥐속
황무지쥐속 또는 작은저빌속(Gerbillus)은 쥐과 황무지쥐아과에 속하는 설치류 속이다. 가장 흔한 저빌을 포함하고 있다. 38종으로 이루어져 있다.

## 하위 종
| - 베르베라저빌 (G. acticola) - 아가그저빌 (G. agag) - 난쟁이저빌 (G. amoenus) - 앤더슨저빌 (G. andersoni) - 검은저빌 (G. aquilus) - 보타저빌 (G. bottai) - 브록맨저빌 (G. brockmani) - 버턴저빌 (G. burtoni) - 북아프리카저빌 (G. campestris) - 치즈만저빌 (G. cheesmani) - 바그너저빌 (G. dasyurus) - 동골라저빌 (G. dongolanus) - 던저빌 (G. dunni) - 검은술저빌 (G. famulus) - 플라워저빌 (G. floweri) - 알제리저빌 (G. garamantis) - 작은저빌 (G. gerbillus) | - 인도털북숭이발저빌 (G. gleadowi) - 그로벤저빌 (G. grobbeni) - 하우드저빌 (G. harwoodi) - 피그미저빌 (G. henleyi) - 서부저빌 (G. hesperinus) - 훅스트랄저빌 (G. hoogstraali) - 제임스저빌 (G. jamesi) - 라타스트저빌 (G. latastei) - 로저빌 (G. lowei) - 맥킬리긴저빌 (G. mackilligini) - 큰짧은꼬리저빌 (G. maghrebi) - 모리타니저빌 (G. mauritaniae) - 해리슨저빌 (G. mesopotamiae) - 다르푸르저빌 (G. muriculus) - 수단저빌 (G. nancillus) - 발루치스탄저빌 (G. nanus) - 나이지리아저빌 (G. nigeriae) | - 모로코남서부저빌 (G. occiduus) - 엷은색저빌 (G. perpallidus) - 큰아덴저빌 (G. poecilops) - 큰수단저빌 (G. principulus) - 지부티저빌 (G. pulvinatus) - 꼬마저빌 (G. pusillus) - 큰이집트저빌 (G. pyramidum) - 로살린다저빌 (G. rosalinda) - 바위산저빌 (G. rupicola) - 작은짧은꼬리저빌 (G. simoni) - 소말리아저빌 (G. somalicus) - 카르툼저빌 (G. stigmonyx) - 모래저빌 (G. syrticus) - 타라불저빌 (G. tarabuli) - 워터스저빌 (G. watersi) - 케르케나제도저빌 (G. zakariai) |